# Lindsey Shaw
Lindsey Marie Shaw (* 10. května 1989, Lincoln, Nebraska, USA) je americká herečka. Nejvíce se proslavila rolemi Jennifer Mosely v seriálu televizní stanice Nickelodeon Ned's Declassified School Survival Guide a Paige McCullers v seriálu televizní stanice ABC Family, Prolhané krásky. Dále se objevila v sitcomu Mimoni v Americe a Deset důvodů proč tě nenávidím.

## Kariéra
Rolí Jennifer Ann "Moze" Mosely v seriálu televizní stanice Nickelodeon Ned's Declassified School Survivor Guide, který měl premiéru v roce 2004 a po třech sériích byl ukončen získala v roce 2007. Měsíc poté co seriál skončil získala roli Claire v sitcomu stanice The CW Mimoni v Americe. Seriál byl však po první sérii, která obsahovala pouze 18 epizod, zrušen.
V roce 2009 získala hlavní roli v seriálu Deset důvodů proč tě nenávidím. Seriál byl po 20 epizodách zrušen.
V roce 2011 získala vedlejší roli Paige McCullers v seriálu stanice Freeform Prolhané krásky. Ve stejném roce se jako Lisa objevila ve Freeform původním filmu Teen Spirit. Následující rok získala roli ve filmu 16-Love a jako June se objevila v pěti epizodách seriálu Zajatci předměstí. V roce 2015 se připojila k obsazení seriálu Předstírání.

## Filmografie

### Film
| Rok  | Název                        | Role            | Poznámka    |
| ---- | ---------------------------- | --------------- | ----------- |
| 2005 | The Great Lie                | Robyn           | Krátký film |
| 2010 | Nic & Tristan Go Mega Dega   | Aubrey          |             |
| 2010 | Devolved                     | Peggy           |             |
| 2010 | Gideon                       | Faye            | Krátký film |
| 2011 | Vytí vlkodlaků: Znovuzrození | Eliana Wynter   |             |
| 2011 | 16-Love                      | Ally Mash       |             |
| 2012 | Nikdo nepřežije              | Amber           |             |
| 2012 | Love Me                      | Sylvia Potter   |             |
| 2013 | Objects in the Rearview      | Alice           | Krátký film |
| 2015 | Yellow Day                   | Dívka v kostele |             |
| 2016 | Temps                        | Stephanie       |             |
| 2018 | 1/1                          | Lissa           |             |

### Televize
| Rok       | Název                                    | Role                       | Poznámka                                     |
| --------- | ---------------------------------------- | -------------------------- | -------------------------------------------- |
| 2004–2007 | Ned's Declassified School Survival Guide | Jennifer Ann "Moze" Mosely | Hlavní role, 55 dílů                         |
| 2007–2008 | Mimoni v Americe                         | Claire Tolchuck            | Hlavní role, 18 dílů                         |
| 2008      | Eleventh Hour                            | Vivian Bingham             | díl: „Titans“                                |
| 2009–2010 | 10 důvodů proč tě nenávidím              | Kat Startford              | Hlavní role, 20 dílů                         |
| 2011–2017 | Prolhané krásky                          | Paige McCullers            | Vedlejší role (1.-5. řada, 7. řada), 45 dílů |
| 2011      | Teen Spirit                              | Lisa Sommers               | TV film                                      |
| 2012      | Tělo jako důkaz                          | Sophia Polley              | díl: „Mind Games“                            |
| 2014      | Zajatci předměstí                        | June                       | Vedlejší role, 5 dílů                        |
| 2015–2016 | Předstírání                              | Sasha Harvey               | Vedlejší role, 4 dílů                        |
| 2016      | Secret Summer                            | Rachel                     | TV film                                      |
| 2016      | Hers and History                         | Karina                     | hlavní role                                  |